# Illa d'Edgell
L'illa d'Edgell és una de les illes de l'Arxipèlag Àrtic Canadenc, a la regió de Qikiqtaaluk, al territori autònom de Nunavut del Canadà. Es troba a la costa de l'illa de Baffin, a l'estret de Davis, prop de l'entrada a la badia de Frobisher. L'estret de Graves el separa de l'illa Resolution. Té una superfície de 287 km² i un perímetre de 148 km. Black Bluff és un promontori a l'extrem nord de l'illa.
L'illa porta el nom del capità Edgell, que destacà pels seus estudis de 1801 a Pacquet, Terranova i Labrador.